# رفیق آیت‌الله
رفیقْ آیت‌الله (به انگلیسی: Comrade Ayatollah) کتابی است که امیرعباس فخرآور از فعالان سیاسی و اپوزیسیون جمهوری اسلامی ایران در آمریکا در سال ۲۰۱۵ میلادی (۱۳۹۴ خورشیدی) نوشته‌است. این کتاب از سوی نشر شرکت کتاب ایران در ۷۰۰ صفحه به چاپ رسیده‌است. کتاب رفیق آیت الله ضمن پخش در آمریکا، در اروپا نیز از طریق نشر فروغ توزیع می‌شود و نسخه‌های مختلف آن در کشورهای اروپایی خصوصاً آلمان جهت فروش در دسترس همگان قرار دارد.

## محتوای کتاب
این کتاب سیاسی، تاریخی که به ادعای نویسنده حاصل بیش از چهار سال تلاش در جمع‌آوری اسناد و شواهد مربوط است. این کتاب برای نخستین بار اسراری ادعا شده پیرامون انقلاب اسلامی و ادعاهایی پیرامون نقش سرویس اطلاعاتی و امنیتی اتحاد جماهیر شوروی در وقوع آن را با توجه به اسناد معرفی شده مطرح می‌کند و به نقش آن در انقلاب اسلامی و به قدرت رسیدن سید علی خامنه‌ای می‌پردازد.
فخرآور نویسنده کتاب ادعا می‌کند که برای نخستین بار در کتاب خود از نقش سرویس اطلاعاتی و امنیتی اتحاد جماهیر شوروی در انقلاب اسلامی پرده برداشته‌است. بنا به ادعای او: «طرح گسترده سازمان امنیت شوروی برای استفاده از روحانیون شیعه برای مقابله با ایالات متحده…، برنامه‌ریزی برای انقلاب اسلامی و ایجاد آشوب و خرابکاری وسیع در ایران برای روشن کردن آتش انقلاب و سرنگونی حکومت شاه از جمله فاجعه آتش زدن سینماها و کشتارهای ساختگی که مربوط به فعالیت این سازمان پیش از انقلاب بوده‌است.»
در فصل‌ ششم این کتاب به ادعاهایی پیرامون نقش سرویس اطلاعاتی و امنیتی اتحاد جماهیر شوروی و مأموران این سازمان پرداخته می‌شود. افرادی همچون سید علی خامنه‌ای و سید محمد موسوی خویینی‌ها در خلال این کتاب به عنوان جاسوس سرویس اطلاعاتی و امنیتی اتحاد جماهیر شوروی کاگ‌ب معرفی شده‌اند. در این کتاب به نقش این افراد در تأسیس سپاه پاسداران، اشغال سفارت ایالات متحده آمریکا در تهران، کشف و خنثی سازی کودتای نوژه و توطئه برای برکناری نخستین رئیس‌جمهوری اسلامی ایران اشاره می‌شود. فخرآور مدعی می‌شود که کشته شدن بسیاری از مقام‌های طراز اول جمهوری اسلامی ایران از جمله انفجارهایی که در سال‌های نخست روی داد، توسط سرویس اطلاعاتی و امنیتی شوروی با همکاری سیدعلی خامنه‌ای و یک تیم وفادار به وی طراحی شده‌است.
در سال ۲۰۱۷، انتشارات آوای بوف این اثر را به‌صورت کتاب  صوتی منتشر نموده‌است.

## واکنش‌ها
این اثر، منتقدان، مخالفان و طرفداران خاص خود را پیدا کرده‌است و در مدت کوتاه انتشار آن مواضع و واکنش‌های متفاوتی از سوی محققان و فعالان سیاسی مخالفان و طرفداران نظام جمهوری اسلامی داشته‌است.
- مصباح الهدی باقری کنی، برادرزادهٔ محمدرضا مهدوی کنی، داماد سید علی خامنه‌ای، رئیس کرسی آزاداندیشی حاکمیت و ولایت فقیه در دانشگاه امام صادق در تهران خطاب به دانشجویان و طلبه‌های حاضر در این کرسی گفت: «نویسنده کتاب رفیق آیت‌الله از معتمدان کنگره آمریکا است و با هماهنگی کنگره این کتاب را نوشته‌است. ما نباید کتاب را نقد کنیم یا حتی به دنبال پاسخگویی به محتوای این کتاب باشیم. تأکید دستگاه‌های امنیتی و رسانه‌ای ما باید بر این باشد تا یک مستند توسط صدا و سیما علیه نویسنده این کتاب تهیه و پخش شود و با بی‌اعتبار کردن نویسنده ماهیت فتنه کتاب رفیق آیت‌الله از اساس زیر سؤال برود. به همین منظور شما دانشجویان و طلاب حامی ولایت باید دربارهٔ سوابق سیاسی و گذشته زندگی امیرعباس فخرآور که نویسنده این کتاب است، تحقیق و مطالعه کنید و طرح‌ها و پیشنهاداتتان را نهایتاً تا پایان ماه رمضان در اختیار ما قرار دهید تا در این مستند به کار گرفته شود. تأکید می‌کنم که به هیچ عنوان به دنبال تهیه کتاب رفیق آیت‌الله و کنجکاوی در محتوای آن و تفسیر مطالب این کتاب فتنه برانگیز نباشید و تنها نویسنده آن را هدف قرار دهید.»[۸]